# Alan Zweibel
Alan Zweibel est un producteur et scénariste américain né en 1950 à Brooklyn, New York (États-Unis).

## Filmographie

### comme acteur
- 1994 : L'Irrésistible North (North) : Coach
- 1999 : Une vie à deux (The Story of Us) : Uncle Shelly (credits) / Uncle Josh

### comme scénariste
- 1976 : The Beach Boys Special (TV)
- 1977 : The Paul Simon Special (TV)
- 1980 : Gilda Live
- 1981 : Steve Martin's Best Show Ever (TV)
- 1985 : The Best of John Belushi (vidéo)
- 1986 : The Best of Dan Aykroyd (vidéo)
- 1987 : Dragnet
- 1994 : L'Irrésistible North (North)
- 1997 : I Am Your Child (TV)

### comme producteur
- 1986 : It's Garry Shandling's Show. (série télévisée)
- 1989 : The Boys (série télévisée)
- 1991 : Good Sports (série télévisée)
- 1994 : L'Irrésistible North (North)
- 1999 : Une vie à deux (The Story of Us)
- 2002 : What Leonard Comes Home To (TV)

### comme réalisateur
- 1986 : It's Garry Shandling's Show. (série télévisée)